# Zeja-Boerejavlakte
De Zeja-Boerejavlakte (Russisch: Зейско-Буреинская равнина; Zejsko-Boereïnskaja ravnina) is een vlakte en landschap in het Russische Verre Oosten en een van de grootste van de regio Midden-Priamoerje. De vlakte ligt in de Russische oblast Amoer en is vernoemd naar de rivieren Zeja en Boereja.
De vlakte werd in de 17e eeuw ontdekt door Russische ontdekkingsreizigers (zemleprochodtsy) en werd voor het eerst wetenschappelijk beschreven in het boek Beschrijving van het Amoergebied uit 1894 van de Russische entomoloog Grigori Groemm-Grzjimajlo.

## Geografie
De vlakte loopt langs de ten westen ervan gelegen benedenloop van de Zeja en diens grootste zijrivier Selemdzja. Aan westzijde van de vlakte ligt tevens een lage bergketen die zich uitstrekt tussen de rivier de Amoer en de bergketen Dzjagdy. Aan de zuid- en zuidwestzijde stroomt de Amoer. De vlakte loopt op van ongeveer 200 meter boven de zeespiegel aan de zijde van de Zeja tot ongeveer 300 meter in het heuvelachtigere noorden en noordoosten, waar deze wordt begrensd door de bergketen Toerana. De Toerana is een middelgebergte, dat de waterscheiding vormt tussen de bronnen van de Selemdzja en de Boereja. In het uiterste zuidoosten reikt de vlakte tot de monding van de Boereja in de Amoer. De vlakte strekt zich uit over een lengte van ongeveer 250 kilometer van noord naar zuid en tot ruim 100 kilometer van oost naar west, waarbij de vlakte steeds breder wordt naar het zuiden toe, in de richting van de Amoer. De vlakte wordt gekenmerkt door de diep ingesneden rivieren die erdoorheen lopen.

## Landschap en geologie
De vlakte wordt gekenmerkt door de door rivieren afgezette zand en klei en bestaat vooral uit chernozem (zwarte aarde) of bruine taigabodems met soms moerasbodems. De vlakte ligt in een gebied met een landklimaat met moessonkenmerken met koude winters met weinig sneeuw en gematigde warme zomers. Op sommige plaatsen komt permafrost voor in de bodem.
Gedacht wordt wel dat de Amoer tijdens het late tertiair aan oostzijde omringd werd door het Kleine Hinggangebergte en door het noorden van Mantsjoerije stroomde: ofwel vandaar uit naar de Chinese Zee of om de zuidelijke hellingen van de Kleine Hinggan via de Songhua (Sungari) naar het oosten. In de uiterwaarden werden daarbij mogelijk rivierterrassen gevormd. Aan het begin van het Kwartair brak de Amoer door de Kleine Hinggan en kon de middenloop van de Amoer pas goed afwateren, waarbij de enorme uiterwaarden van de Boereja en de Zeja ontstonden.
In quartaire rivierafzettingen van de vlakte zijn resten van later uitgestorven planten uit de geslachten Ginkgo en Zelkova aangetroffen. Hieruit blijkt dat tijdens het vroege Kwartair de middenloop van de Amoer een gunstiger klimaat kende dat bijdroeg aan de groei van rijkere bossen alhier, zelfs in vergelijking met de huidige flora van de Oessoeri en Mantsjoerije.

## Landschap, flora en fauna
Het landschap wordt gekenmerkt door madelanden (steppe) afgewisseld met bosgebieden. Er bevinden zich veel rivierterrassen en uiterwaarden met meren en aangrenzende moerassen. Door het landschap stromen traag meanderende kleine rivieren met aangrenzende moerassen en verlaten meanders. In het noordelijke deel van de vlakte groeien van nature gemengde bossen van Aziatische larix en Mongoolse eik. Het zuidelijke deel wordt gekenmerkt door bossteppe met loofbossen met eiken en Amoerlindes afgewisseld met uitgestrekte weidelandschappen (de zogenoemde "Amoer-prairies"). Door de groei van de landbouw is de natuurlijke vegetatie in het zuidelijke en centrale deel echter slechts op enkele plekken behouden gebleven. In het zuidwesten van de vlakte ligt in de uiterwaarden van de Amoer het 31.600 hectare grote vogelreservaat Moeravjovski, een draslandgebied dat van internationaal belang is volgens de Conventie van Ramsar. Hier nestelen en foerageren watervogels tijdens de vogeltrek.

## Economie en infrastructuur
Vooral het centrale en zuidelijke deel van de vlakte wordt intensief gebruikt door de landbouw sinds de Russische kolonisatie in de tweede helft van de 19e eeuw. Het is het belangrijkste tarwegebied van het Russische Verre Oosten. In het stroomgebied van de Boereja zijn steenkoolhoudende ertslagen aan getroffen. Ook wordt er goud gewonnen. In en rond de vlakte liggen de steden Blagovesjtsjensk, Belogorsk en Svobodny. De Trans-Siberische spoorlijn en de rijksweg M58 'Amoer' lopen door de vlakte.